# لورا خليل
لورا خليل (29 أكتوبر 1976 -)، مغنية لبنانية.

## حياتها
ولدت في بيروت. أحبت الغناء منذ طفولتها وظهرت موهبتها الفنية من خلال أدائها للأغاني الرائجة أوائل ثمانينات القرن الماضي فضلا عن أغاني عمالقة الفن العربي مثل أم كلثوم وفيروز ونجاة الصغيرة ومحمد عبد الوهاب وعبد الحليم حافظ وغيرهم.
فكّرت في دخول المجال الفني لتحقيق الشهرة والكسب المادي فقد كانت أسرتها كثيرة العدد وتعاني من الفقر مما جعلها تضطر للغناء لمساعدة والدها.
بدأت لورا خليل مسيرتها الفنية بهدوء وخطى ثابتة وسجّلت مجموعة من الأغاني أصدرتها في ألبومات مشتركة مع فنانين آخرين وقد لاقت تجاوبا كبيرا من الجماهير الذين ردّدوا أغانيها وحفظوها. كما شاركت في الكثير من المهرجانات العربية وفي الأغتراب كصلالة وغيرها 

### حياتها الأسرية
تزوجت من اللبناني نجيب عقيقي عام 2005 ولديها طفلان رفقة بل وشربل جو

## ألبومات
| الألبوم     | العام | المنتج       |
| ----------- | ----- | ------------ |
| أهل الغرام  | 1996  | ميوزيك ماستر |
| "مثل القمر" | 2001  | روتانا       |
| حتعمل إيه"  | 2003  | روتانا       |
| روق اعصابك  | 2004  | روتانا       |
| "حكاية"     | 2008  | روتانا       |
| خانتي       | 2012  | إنتاج خاص    |

## فيديو كليبات
| الأغنية                  | المخرج          |
| ------------------------ | --------------- |
| حبيب الروح               | ميرنا خياط      |
| ياهل الله                | ميرنا خياط      |
| جاري ياحموده             | باسم كريستو     |
| قبل الرحيل               | باسم كريستو     |
| يابتاع النعناع           | سامح عبد العزيز |
| أبدا                     | باسم كريستو     |
| حتعمل إيه                | وليد ناصيف      |
| ليله ياحبيبي             | عادل سرحان      |
| رايح على فين             | سليم الترك      |
| ياه ياحبيبي              | عادل سرحان      |
| عمال على بطال            | عادل سرحان      |
| ماتخبي علي               | عادل سرحان      |
| الله لا يحرمني           | عادل سرحان      |
| وينك يا مسافر            | عادل سرحان      |
| ضمك                      | عادل سرحان      |
| ضبي كلاكيشك مع علي الديك | إدوارد بشعلاني  |
| المهاجر                  | جورج بخشة       |
| من أول يوم               | إدوارد بشعلاني  |

## غيابها وعودتها للغناء
غابت لورا خليل عن الساحة الفنية لمده سنتين بعد البوم حكايه بسبب انشغالها بالزواج والامومه وعادت بسنغل لاغنيه «وينك يامسافر» سنه 2010 الذي لقى نجاحا كبييرا لدى المعجبين ثم قدمت سينغل آخر بعنوان «الله لايحرمني منك» عام 2011.
كان لها العديد من الدوتوات الناجحة مثل أغنية«ليك» التي غنتها مع الفنان علي الديك، واغنيه «كمشه حطب» التي غنتها مع الفنان وسام الأمير
, واغنيه«مطرح ماكنا» التي غنتها مع الفنان الإسباني فران ميرا.
كانت لها العديد من الحفلات الناجحة سواء على مستوى العالم العربي أو في أوروبا.